# Красько, Ольга Юрьевна
О́льга Ю́рьевна Красько́ (род. 30 ноября 1981, Харьков, Украинская ССР) — российская актриса театра и кино.

## Биография
Родилась 30 ноября 1981 года в Харькове, УССР.
В 2002 году окончила Школу-студию МХАТ (курс О. П. Табакова и М. А. Лобанова). С января 2002 по декабрь 2021 год — артистка театра-студии п/р О.Табакова.
Сыграла роли: Ленора («Долгий Рождественский обед», 2001, М. Карбаускис), Сесиль Воланж («Опасные связи», 2001, Р. — С. Рантала), Берта («Отец», 1999, А. Григорян), Настя («Потомок», 2005). Роль Ирины в спектакле «Утиная охота» — её дебют на сцене МХТ имени А. П. Чехова (2002).

### Личная жизнь
Первый муж — Дмитрий Петрунь (род. 1975), актёр и режиссёр. С педагогом на курсе Ольга познакомилась во время учёбы во МХАТе. Первая любовь длилась несколько лет.
Роман с режиссёром Джаником Файзиевым (род. 30 июля 1961), женатым на актрисе Лине Эспли. Во время съёмок «Турецкого гамбита» режиссёр начал ухаживать за актрисой. Актриса не захотела рушить семью режиссёра и решила прекратить отношения. Дочь Олеся Красько (род. 2006).
Второй муж — Вадим Петров, работает в правительстве Бурятии. С ним Красько познакомилась во время полёта артистов на Забайкальский международный кинофестиваль в 2015 г. Обменявшись номерами телефонов, они начали встречаться. Сын Остап (род. 01.04.2016). Назван в честь Остапа Бендера. Сын Олег (род. 30.11.2017).

## Общественная позиция
Ольга Красько поддержала военное вторжение России на Украину. Регулярно выступает перед военнослужащими, участвующими в военной операции.

## Творчество

### Роли в театре
- «Отец»
- «Билокси-Блюз»
- «На дне» М. Горького. Режиссёр: Адольф Шапиро — Наташа
- «Признания авантюриста Феликса Круля» Томаса Манна. Режиссёр: Андрей Житинкин
- «Опасные связи»
- «Долгий Рождественский обед»
- «Утиная охота» А. Вампилова (МХАТ имени А.П. Чехова)
- «Солдатики»
- «Потомок»
- «Идеальный муж»
- 2005 — «Блюз Толстяка Фредди» Филипс Дж. Барри. Режиссёр: Андрей Дрознин — Дженни[10]
- «Ловелас» Валерий Семёновский по Ф. М. Достоевскому. Режиссёр: Александр Галибин — Варя[11]
- 2015 — «Дьявол» Режиссёр: М.Станкевич — Лиза
- «Двенадцатая ночь» — Виола

### Фильмография
- 2001—2003 — Četnické humoresky («Жандармские истории», на чешском языке) — Клаудие
- 2002 — Неудача Пуаро — Флора
- 2003 — Есть идея
- 2004 — Папа — Таня
- 2005 — Турецкий гамбит — Варвара Суворова
- 2005 — Время собирать камни — переводчица Неля
- 2005 — Охота на изюбря — стюардесса
- 2005 — Есенин — Лена, работница архива
- 2005 — Кушать подано, или Осторожно, любовь! — Ольга
- 2006 — Золотой телёнок — Зося Синицкая
- 2007 — Маша и море — Маша
- 2007 — Валерий Харламов. Дополнительное время — Ирина, жена Валерия Харламова
- 2007 — Četnické humoresky 3 («Жандармские истории» 3, на чешском языке)
- 2008 — Мы странно встретились — Надежда Решетова
- 2008 — Знак судьбы — Марина Андреевна Казанцева
- 2008 — Стреляй немедленно! — Наталья Попова
- 2009 — Притяжение — стюардесса Маша
- 2009 — Первая попытка — Соня Бондаренко
- 2010 — Любовь под прикрытием — Ксюша Веселова
- 2010 — В стиле Jazz — Ирина, старшая дочь
- 2011 — Ночной гость — Татьяна
- 2011 — Участковый — Ася
- 2011 — Откройте, это я — Маша
- 2012 — Маша и Медведь — Марианна Журавлёва
- 2012—2013 — Склифосовский — Лариса Николаевна Куликова (1—2 сезоны) с 1 по 26 серию — заведующая отделением неотложной хирургии, хирург. Бывшая возлюбленная Олега Брагина, бывшая жена Сергея Куликова, мать Никиты Куликова. В 26 серии — погибла от рук наркомана
- 2012 — Эффект Богарне — Наталья Солнцева
- 2023 — Мама будет против — Саша Ромашова
- 2013 — Шерлок Холмс — Лиза Бейкер
- 2014 — Волчье солнце — Елена Васильевна
- 2014 — Московская борзая — Алевтина Борзова, майор полиции, начальник отдела УУР ГУМВД Нижегородской области
- 2014 — Территория — Люда Голливуд («Актриса»)
- 2014 — Учителя — Мария Куликова, учительница начальных классов
- 2015 — Мужики и бабы
- 2017 — Игра с огнём — Рита Логинова, врач
- 2020 — Про Лёлю и Миньку — мама Лёли и Миньки
- 2020 — Московский роман — Ирина Александровна
- 2022 — Катя-Катя — Ирина Михайловна
- 2024 — Мамино письмо — Елена
- 2025 — Артек. Сквозь столетия — мама Мити

## Награды и номинации
- Лауреат премии фонда Олега Табакова, 2002
- Номинация в категории «Лучшая женская роль» («Турецкий гамбит») Кинонаграды «MTV-Россия», 2006
- Приз «Лучшая женская роль» («Туман») на XVII кинофестивале исторических фильмов «Вече» (2023)[12]